# Rumohr
Rumohr là một đô thị thuộc huyện Rendsburg-Eckernförde, trong bang Schleswig-Holstein, nước Đức. Đô thị Rumohr có diện tích 8,6 km², dân số thời điểm 31 tháng 12 năm 2006 là 730 người.